# Пандай, Басдео
Басдео Пандай (англ. Basdeo Panday; 25 мая 1933, Принсес-Таун — 1 января 2024, Джексонвилл, Флорида) — политический и государственный деятель Тринидада и Тобаго. Занимал должность премьер-министра страны с 1995 по 2001 год.

## Биография
После окончания средней школы работал на плантации сахарного тростника, а затем работал учителем начальной школы и административным служащим в Сан-Фернандо.
Позже получил степень по актёрскому мастерству в Лондонской школе драматического искусства (1960 год), юридическое образование в Линкольнс-Инн (1962 год) и экономический факультет Лондонского университета (1965 год), получив степень магистра. В начале 1960-х годах сыграл несколько актёрских ролей в фильмах и телесериалах.
По возвращении в Тринидад и Тобаго работал юристом и советником в профсоюзе. Его политическая карьера началась в 1966 году, когда присоединился к Партии рабочих и фермеров. В 1973 году стал первым председателем профсоюза сахарной и общих рабочих работников Тринидада и занимал эту должность до 1995 года. Позже также был одним из основателей, а с 1976 по 1986 год председателем Объединённого фронта труда.
Басдео Пандай впервые был избран депутатом Палаты представителей в 1976 году и с тех пор представлял избирательный округ Северной Кувы в парламенте Тринидада и Тобаго. С 1981 по 1986 год был оппозиционным лидером в парламенте. В 1986 году к власти в стране пришёл премьер-министр Артур Робинсон, а Басдео Пандай стал министром иностранных дел и международной торговли. Однако, спустя два года, Басдео Пандай покинул правительство и партию. Затем он основал «Клуб 88», который впоследствии стал называться Объединённым национальным конгрессом. С 1989 по ноябрь 1995 года был лидером оппозиции.
9 ноября 1995 года после избрания в Палату представителей был назначен премьер-министром. Затем сформировал коалиционное правительство и стал первым премьер-министром Тринидада и Тобаго с индийскими корнями. Басдео Пандай был переизбран премьер-министром после общих выборов 22 декабря 2000 года. 25 января 2001 также занял пост министра национальной безопасности. На досрочных парламентских выборах в декабре 2001 года Патрик Мэннинг вновь стал премьер-министром страны, а Басдео Пандей возглавил оппозицию, но также потерпел поражение при переизбрании в Палату представителей 7 октября 2002 года.
24 апреля 2006 года суд Испании приговорил Басдео Пандая к шести годам лишения свободы за уклонение от уплаты налогов с 1997 по 1999 год. Суд счел доказанным, что во время пребывания на посту премьер-министра, он хранил незадекларированные вклады в банке в Лондоне. После вынесения приговора Басдео Пандай подал в отставку с должности лидера оппозиции. В марте 2007 года приговор суда был отменен, после рассмотрения апелляционной жалобы.
В 2010 году проиграл Камла Персад-Биссессар на выборах главы партии и через четыре месяца отошёл от политической жизни.